# Ключ 83
Ключ 83 (трад. и упр. 氏) — ключ Канси со значением «клан»; один из 34, состоящих из четырёх штрихов.
В словаре Канси всего 10 символов (из 49 030), которые можно найти c этим радикалом.

## История
Древняя идеограмма человека со свертком в руках послужила основой современному иероглифу.
В современном языке иероглиф используется в значениях «род, фамилия», «господин, вельможа, царствующий дом, династия, клан».
В качестве ключевого знака используется крайне редко.

Вид в Цзиньвэнь
Вид в Цзягувэнь
Вид в Цзянбо
Вид в большой печати Чжуаньшу
Вид в малой печати Чжуаньшу

В словарях находится под номером 83.

## Примеры иероглифов
| Доп. штрихи | Иероглифы |
| ----------- | --------- |
| 0           | 氏        |
| 1           | 氐 民     |
| 2           | 氒        |
| 4           | 氓 𣱆     |
| 6           | 㲳        |

- Примечание: Ваш браузер может отображать иероглифы неправильно.